# Lluís Navarro i Solves
Lluís Navarro i Solves (Barcelona, 26 de novembre de 1939 - L'Escala, 18 de febrer de 2012) fou un futbolista català de la dècada de 1960.

## Trajectòria
Després de jugar a la UA Horta, ingressà al futbol base del Barcelona, passant també per l'equip Amateur i el filial CD Comtal. Després d'una temporada cedit al CE Sabadell, marxà al Racing de Santander, on jugà dues temporades. Les seves bones actuacions el portaren al RCD Espanyol, on jugà una primera temporada com a titular, però perdé protagonisme i acabà cedit a la UE Lleida. Posteriorment jugà al Llevant UE, FC L'Escala i FC Bellcaire.